# Conrad Red
Conrad Red war ein deutscher Kirchenlieddichter, der im 16. Jahrhundert wirkte. Er dichtete das Lied Ick dancke dy, Godt, vor alle dyne woldadt, dat du heffst mick u. s. f., das 1558 in Hamburg im Enchiridion geistliker Leder und Psalmen gedruckt wurde. Vorherige Veröffentlichungen des Liedes sind nicht bekannt, es erfuhr aber eine große Verbreitung im norddeutschen Raum. 1576 wurde das Lied in einem Stettiner Gesangbuch verwendet, dort wurde als Dichter Johannes Freder angegeben; doch scheint es sich dabei um eine Verwechslung zu handeln, da Freder ein Lied mit ähnlichem Textanfang gedichtet hatte. Karl Goedeke vermutete, Dichter des Liedes könne eine Frau gewesen sein, was aber wohl auf einem falschen Verständnis des Wortes „Gemahl“ beruht. Mehrere Autoren gehen davon aus, dass es sich bei dem im Gesangbuch angegebenen Kürzel Con. Red wohl um eine Abkürzung handle. So vermutete Philipp Wackernagel 1874, der vollständige Name könnte „Conrad Redinger“ gelautet haben; der Hymnologe Albert Fischer schloss sich 1878 in seinem Kirchenlieder-Lexikon dieser Vermutung an. Der unbekannte Autor der ADB verweist darauf, das Kürzel könne auch für Conrad Rheder stehen oder für Konrad Redeker stehen, obwohl letzterer erst später gelebt hatte. Weiterhin vermutete der Autor, die Abkürzung sei im 16. Jahrhundert nicht missverständlich gewesen, die Identität der Person könne aber nicht geklärt werden.